# Welicoruss
Welicoruss to zespół z brzmieniem Symfonicznego black metalu / Pagan metalu z Nowosybirska, miasta na Syberii, w Rosji.

## Pomysł
Nazwa zespołu, "Welicoruss", ma historyczne konotacje, wywodzące się od nazwy północno-wschodniej części dawnej Rosji. Nazwa ta jest również odniesieniem do rewolucjonisty rosyjskiego, Czernyszewskiego. Chociaż brzmienie zespołu i jego duch są niewątpliwie black metalowe, z jego ciemną stroną i intensywnością, Welicoruss prezentuje w swoich kompozycjach również wysoką jakość produkcji, tradycyjne melodie ludowe oraz elementy symfoniczne. Teksty piosenek, koncepcja i ideologia są inspirowane tradycją starożytnej Rusi, pogańskim dziedzictwem oraz filozofią transcendentalną.

## Historia

### Powstanie
Początkowo założony przez Aleksieja Boganowa w 2002 roku jako solowy projekt, gdzie kilka pierwszych demo było własnej produkcji, zanim w 2006 roku powstał pełny zespół. Ich pierwszy album, zatytułowany "WinterMoon Symphony", został wydany w 2008 roku, a drugi, "Apeiron" niedługo później, w 2009 roku. Oba albumy zostały wyprodukowne przez główną rosyjską wytwórnię CD-Maximum, po czym zespół zerwał z nią kontrakt w 2009 roku.

### Wczesne lata
Teledysk do piosenki "Blizzard" został puszczony w obieg na YouTube latem 2008 roku, a także Welicoruss zagrali na jednej scenie między innymi, z Gorgoroth, Moonspell, Samael i Cynic na festiwalu Metal Heads Mission tego samego roku. Zespół pojawił się w 47 numerze rosyjskiej publikacji „Dark City Magazine”, zapewniając sobie rozpoznawalność. Od 11 kwietnia do 24 maja 2009 roku zespół zagrał swoją pierwszą trasę koncertową w szesnastu różnych miastach w całej Rosji, nazwaną "WinterMoon Symphony Tour". Zespół występował również z legendarną nordycką grupą black metalową Helheim w 2009 roku.

### Dalsze lata
31 lipca 2011 roku grupa wydała darmowy internetowy singiel zatytułowany "Kharnha", który składał się z trzech nowych piosenek, intro oraz utworu tytułowego w wersji z orkiestrą. Ta produkcja ukazała zespół w nieco innym świetle, w bardziej melodyjnym stylu i z bardziej zintegrowanym procesem pisarskim.
12 grudnia 2011 roku Welicoruss zaprezentowała swój nowy teledysk do utworu "Kharnha" w "Rock City Club" w Nowosybirsku. Video zostało nakręcone przez "Imperium Studios" pod kierunkiem Aleksandra Curupa i Aleksandra Siemko i ukazuje klasyczne rosyjsko-skandynawskie tematy z udziałem grupy rekonstrukcji historycznej "Steel Fist" oraz modelki Sofiji Sonador. 
W listopadzie 2012 r. nowy videoclip “Sons of the North” (Synowie Północy) został opublikowany na YouTube. Wyreżyserowany przez Aleksieja Boganova i nakręcony przez studio "EYE Cinema", opowiada o człowieku, który przypadkowo obudził synów północy. Ci, zabici przez wiedźmę, teraz szukają zemsty.

### 2014 i dalej
W roku 2013 założyciel zespołu Aleksiej Boganow zdał sobie sprawę, że Welicoruss osiągnęła maksimum możliwości w zachodniej części Rosji. Brak infrastruktury i duże koszty podróży opóźniały dalszy rozwój zespołu. Spowodowało to, że jesienią 2013 roku przeniósł się do Pragi i tam postanowił zebrać nowy skład. Wkrótce serbski gitarzysta Gojko Marić, czeski perkusista David Urban i rosyjski basista Dmitrij Żychariewicz dołączyli do Welicoruss, tym samym czyniąc ich zespołem międzynarodowym.  
W 2014 zespół występuje na koncertach Arkony w Pradze i Brnie oraz uczestniczy w festiwalach “Made of Metal” i “Under the Dark Moon” w Czechach, i także w festiwalu “Słowiańska Noc Folk-Metalowa” w Brennej w Polsce.
Album "Az esm" ("Jestem" w starym języku rosyjskim) został wydany w styczniu 2015 roku.

## Dyskografia

### Demo
2002: "WinterMoon Symphony" własnej produkcji 

2004: "WinterMoon Symphony" wersja druga, własnej produkcji 

### Albumy studyjne
2008: "WinterMoon Symphony" LP, wytwórnia CD-Maximum 

2009: "Apeiron" LP, wytwórnia CD-Maximum 

2011: "Kharnha" EP, własnej produkcji, do pobrania za darmo 

2015: "Az Esm" LP, własnej produkcji

### Kompilacje
2002: "Siberian xXx-Treme 2" (WinterMoon Symphony, cz. 2) 

2006: "Agarta. Young rock of Siberia." - (Mermaid) 

2007: "Siberian Death Metal" - (Apeiron) 

## Videografia
2007: "Slavonic Power" (WCG) 

2008: "Blizzard" (WCG) 

2009: "Slava Rusi" (WCG) 

2011: "Kharnha" (Imperium Studio) 

2012: "Sons of the North" (EYE Cinema)

## Muzycy
Obecny skład zespołu
- Aleksiej Boganov - pomysłodawca, wokal
- Tomas Magnusek - gitara basowa
- Ilya Tabachnik - perkusja

Byli członkowie zespołu
- Gojko Marić - gitara
- Dmitrij Żychariewicz - gitara basowa
- Aleksandr Gołowin (Dizharmony) – gitara basowa
- Aleksiej Bołdin (Alex) – gitara basowa
- Boris Woskołowicz (Sens) – opracowanie muzyczne, klawisze
- Pawieł Filuchin (Paularic) – klawisze, chórki
- Anton Lorentz (Darklight) – gitara
- Ilja Czursin (Elias) – perkusja, aranżacja dźwięku